# Countdown (serie televisiva)
Countdown è una serie televisiva statunitense poliziesca in onda su Amazon Prime Video dal 25 giugno 2025.  La serie vede protagonista l'attore Jensen Ackles nel ruolo di Mark Meachum un detective sotto copertura.

## Trama
Dopo che un agente del Dipartimento di Sicurezza Interna viene ucciso in piena vista, il detective della polizia di Los Angeles Mark Meachum viene incaricato di una task force segreta con agenti sotto copertura provenienti da diverse agenzie di polizia per rintracciare l'assassino. Tuttavia, la ricerca rivela una cospirazione molto più oscura di quanto chiunque si aspettasse, innescando una frenetica corsa per proteggere una città di milioni di persone.

## Episodi
| Stagione       | Episodi | Pubblicazione USA | Pubblicazione Italia |
| -------------- | ------- | ----------------- | -------------------- |
| Prima stagione | 13      | 2025              | 2025                 |

## Personaggi

### Principali
- Mark Meachum, , interpretato da Jensen Ackles  della Divisione Rapine/Omicidi del Dipartimento di Polizia di Los Angeles. Meachum è noto sia per le sue abilità come agente sotto copertura che per il suo comportamento da cowboy spericolato. Meachum è un ex ranger dell'esercito americano con diverse missioni in zone di guerra.
- Amber Oliveras, interpretata da Jessica Camacho un'agente della DEA con esperienza sotto copertura.
- Evan Shepherd, interpretata da Violett Beane un agente dell'FBI specializzato in crimini informatici.
- Keyonte Bell, interpretato da Elliot Knight agente speciale dell'FBI, è specializzato in minacce terroristiche, nazionali.
- Lucas Finau, interpretata da Uli Latukefu del LAPD, un veterano con 18 anni di esperienza nella divisione gang e narcotici del LAPD.
- Nathan Blyhte, interpretato da Eric Dane agente speciale responsabile della task force.

### Secondari
- Grayson Valwell interpetrato da Merrick McCartha  procuratore distrettuale.[3]
- Damon Drew interpetrato da Jonathan Togo ,  assegnato all'Ufficio di Intelligence e Analisi del DHS, sede distaccata di Los Angeles. L'agente speciale senior Drew è un ex agente sul campo delle indagini sulla sicurezza interna (HSI) del DHS e un veterano dell'intelligence militare.
- Borys "Volchek" Vusovich  interpretato da Bogdan Yasinski  un ex funzionario del ministero della Difesa bielorusso diventato estremista.
- Jerry interpretato da Matt Kaminsky  un membro della squadra artificieri.
- Ryan "Fitz" Fitzgerald interpretato da Joe Dinicol  un agente dei servizi segreti degli Stati Uniti D America.

## Produzione

### Sviluppo
La serie in 13 episodi di Amazon MGM Studios è stata creata da Derek Haas , che è anche produttore esecutivo e showrunner della serie.

### Casting
Nel giugno 2024 Jensen Ackles  è stato scelto come protagonista a cui si sono aggiunti Eric Dane e Jessica Camacho, nel luglio successivo invece si sono aggiunti Violett Beane,Elliot Knight e Uli Latukefu.

### Riprese
Le riprese si sono svolte da settembre 2024 a marzo 2025 nella città di Los Angeles. Nel Marzo 2025, membri del cast annunciano sui  social media la fine della produzione..

### Pubblicazione
Countdown è stato presentato in anteprima il 25 giugno 2025, con i primi tre episodi disponibili immediatamente e il resto  debutterà settimanalmente fino al 3 settembre 2025.